# 近藤嘉宏
近藤 嘉宏（こんどう よしひろ、1968年6月13日 - ）は、神奈川県出身の、日本のピアニスト。

## 人物・来歴
川崎市生まれ。4歳からピアノを始める。桐朋学園大学を首席卒業。1987年日本音楽コンクール第2位。大学卒業後ミュンヘン国立音楽大学マイスターコースにおいて名匠ゲルハルト・オピッツのもと更なる研鑚を積み、1992年ミュンヘン交響楽団との共演でデビュー、大成功をおさめる。国内では1995年に正式にデビュー。翌1996年にはCDデビューを果たし一躍注目を浴びる存在となる。以来日本を代表するピアニストとして第一線で活躍。Denon、Philips、Deccaなどのメジャーレーベルを始めとし、30タイトル以上のCD及びDVDを国内外でリリース、その内容もソロ、協奏曲、室内楽と多岐に渡る。

1999年のショパン没後150年を記念した大規模な全国ツアーや、1998〜2008年にかけてフェスティバルホール(大阪)でおこなった計20回にも及ぶリサイタルシリーズは、驚異的な動員数とともに絶賛を博す。2001年にはチョン・ミュンフンの主宰する「セブン・スターズ・ガラ・コンサート」に出演、チェロのジャン・ワンらと白熱した演奏を繰り広げる。また2005年にはデビュー10周年を記念しサントリーホールとザ・シンフォニーホール(大阪)でリサイタル、高い評価を受けるなど、着実にキャリアを積み重ね、不動の人気と評価を獲得するに至っている。

欧米やアジアなど国際的にも充実した演奏活動を展開し、広がりを見せてきている。2002年、"ジョルジュ・エネスコ"ブカレスト・フィルの日本ツアーのソリストを務め、2006年にはウィーン・ムジークフェライン・ブラームスザールにおいてリサイタル。2010年、プラハの音楽祭“International chamber music festival Euroart Praha”に招かれ、マルティヌー弦楽四重奏団と共演。2016年、ベートーヴェンのピアノ協奏曲「皇帝」でウィーン・ムジークフェライン大ホールにデビュー。2018年には韓国の光州市立交響楽団の定期演奏会に招かれている。

これまでに数多くの国内外のオーケストラに客演し、ネーメ・ヤルヴィ、トーマス・ザンデルリンク、クリスティアン・マンデアル、外山雄三、秋山和慶、広上淳一など多くのマエストロと共演を重ね、その音楽性に厚い信頼が寄せられている。またプロデューサーにギタリストの鈴木大介を迎え、ベートーヴェンのピアノ・ソナタ全曲を録音、その深化した音楽性に高い賞賛が寄せられている。繊細な感性から紡ぎ出される色彩豊かな美音としなやかな音楽性を持ち味に、着実に巨匠への道を歩んでいる。

公式フェイスブックページ
www.facebook.com/yoshihirokondopianist/

## 受賞歴
- 1987年 - 日本音楽コンクールピアノ部門第2位

## 出演

### 映画
- 「妻よ薔薇のように~家族はつらいよⅢ」（松竹映画[2]）

## ディスコグラフィー
- 英雄ポロネーズ/ピアノ名曲集（1996 日本コロムビア）
- エリーゼのために / ピアノ名曲集2（1996 日本コロムビア）
- ロミオとジュリエット～シネマ・オン・ピアノ（1997 日本コロムビア）
- 別れの曲～ショパン２４の練習曲集（1997 日本コロムビア）
- ベートーヴェン : ピアノ・ソナタ第14番ハ短調作品27の2<月光>（1998 日本コロムビア）
- 「アダージョ・カラヤン」へのオマージュ（1999 日本コロムビア）
- ショパン・リサイタル（1999 ユニバーサル）
- ラヴェル作品集 ピアノ協奏曲 ト長調ほか（2000 ユニバーサル）
- DREAMS COME TRUE  いつのまに a-mix feat.Yoshihiro Kondo ※ピアノ・バージョン（2001 東芝EMI）
- 幻想即興曲（2002 ユニバーサル）
- ピアノ名曲ベスト（2003 ユニバーサル）
- ベートーヴェン:ピアノ・ソナタ第8番&第14番&第23番&第26番（2004 ユニバーサル）
- ショパン:ピアノ協奏曲第1番（2005 ユニバーサル）
- PIANO ROMANTIC POPS（2005 日本コロムビア）
- リスト・ライヴ!（2008 KTRレコード）
- ショパン:ピアノ協奏曲第1番 ドヴォルザーク：ピアノ五重奏曲第2番（2010 ベルウッド）
- ベートーヴェン:ピアノ・ソナタIII（2011 ベルウッド）
- ベートーヴェン:ピアノ・ソナタIV（2011 ベルウッド）
- ショパン:スケルツォ全曲 バッハ~リスト編:幻想曲とフーガ（2012 ベルウッド）
- ベートーヴェン:ピアノ・ソナタV（2012 ベルウッド）
- ベートーヴェン:ピアノ・ソナタV（2012 ベルウッド）
- ベートーヴェン:ピアノ・ソナタVI~3 Last（2013 ベルウッド）
- ベートーヴェン:ピアノ・ソナタVII 第28番・第29番<ハンマークラヴィーア>（2014 ベルウッド）
- 近藤嘉宏/クァルテット・エクセルシオ/ブラームス・シューマンピアノ五重奏曲（2015 ナミ・レコード）
- 英雄ポロネーズ/幻想即興曲~近藤嘉宏ショパン愛奏曲集（2015 ベルウッド）
- SATIESFACTION サティ・スファクション~近藤嘉宏（2016 ベルウッド）
- リスト・パラフレーズ（2019 OTTAVA Records）

ほか

## 近年のコンサート
- 近藤嘉宏ピアノリサイタル（1998〜2008年 大阪フェスティバルホール）
- ショパン没後150年記念全国ツアー（1999年）
- デビュー10周年を記念 近藤嘉宏ピアノリサイタル（2005年 サントリーホール、ザ・シンフォニーホール）
- 近藤嘉宏ピアノリサイタル（2006年 ウィーン・ムジークフェライン・ブラームスザール）
- デビュー20周年記念 近藤嘉宏ピアノリサイタル（2016年 ミュンヘン マックス・ヨゼフ・ザール）
- デビュー20周年記念 ベートーヴェン ピアノ協奏曲 第5番「皇帝」（ウィーンムジークフェライン大ホール）
- 光州市立交響楽団定期演奏会（2018年 光州市、ソウル市）
- 光州市立交響楽団来日演奏会2018（2018年 東京）
- 映画「砂の器」シネマ・コンサート 東京交響楽団、日本フィル、日本センチュリー響、九州響、中部フィルほか（2017～東京、名古屋、大阪、北九州ほか）
- アンサンブル金沢演奏会　ショパン ピアノ協奏曲 第2番（2022年　石川県立音楽堂）